# Palleschi

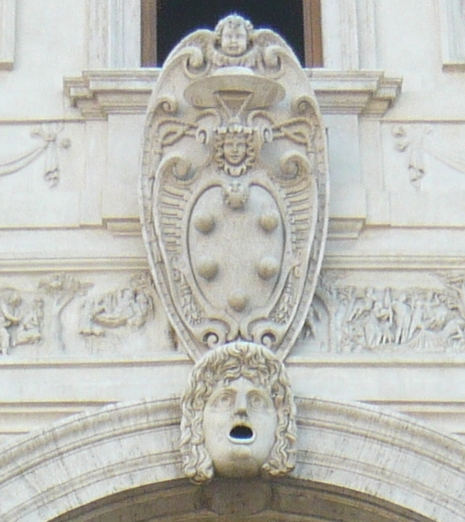
Las bolas Médici en el escudo familiar en la Villa Médici, Roma

Los palleschi, también conocidos como bigi, eran los partidarios de la familia Médici en Florencia, Italia.

## Origen del nombre
El nombre deriva del escudo familiar de los Médici, que llevan seis roeles o "bolas" (en italiano: palle).
Massimo D'Azeglio, un escritor e historiador italiano escribió : "la parte de los ciudadanos que mejoró su reputación y se enriqueció bajo los Medici.... se llamaban pallesca".

## Historia
El 26 de abril de 1478, tras la llamada conspiración de los Pazzi que resultó en la muerte de Giuliano de Medici (hermano de Lorenzo, quien resultó levemente herido), el pueblo de Florencia respondió al grito de Jacopo de Pazzi "¡Libertad, Libertad! " con el de "¡Palle, palle!", en una clara referencia al escudo de armas de los Medici y más ampliamente a sus partidarios, los palleschi. Aldo Arcangeli, en su libro El castillo de Strozzavolpe, escribe que el conspirador Jacopo Bracciolini (secretario de Girolamo Riario) "fue colgado por los palleschi por la conspiración de los Pazzi".
La equivalencia sustancial entre los partidarios de palleschi y Médici es confirmada por la carta escrita por el filósofo, escritor y político florentino Nicolás Maquiavelo El recuerdo a los palleschi de 1512 (en italiano: Il ricordo ai Palleschi del 1512) , una súplica a los palleschi regresados a Florencia después de veinte años de exilio en a favor del confaloniere Piero Soderini "exiliado por el gobierno de la República de Florencia". Asimismo, la rivalidad entre los palleschi (partidarios de la familia Medici) y los piagnoni (seguidores de Girolamo Savonarola), se convirtió en conflicto. Así, Massimo D'Azeglio dice que: "las partes de piagnoni y palleschi, rivales por viejos rencores y nuevos insultos, mantuvieron dividida la ciudad".
Después de la muerte de Savonarola, los intereses de los palleschi pasaron a diferenciarse de los intereses puramente de los Medici, como atestigua la Historia Fiorentina de Benedetto Varchi (Firenze 1503-1565) en relación con la oposición de los palleschi contra el papa Médici Clemente VII. Sin embargo, las fortunas de los Palleschi estaban estrictamente relacionadas con los Medici. Por ejemplo durante el asedio de Florencia llevado a cabo por el emperador Carlos V, cuando el gobierno florentino reprimió duramente a “los enemigos dentro de las murallas”, se tiene referencia de que algunos fueron palleschi que se quedaron en la ciudad. Muchos de ellos prefirieron el exilio a Venecia, Bolonia o Roma para evitar ser detenidos o ser víctimas de la violencia descrita.